# Mšice jitrocelová

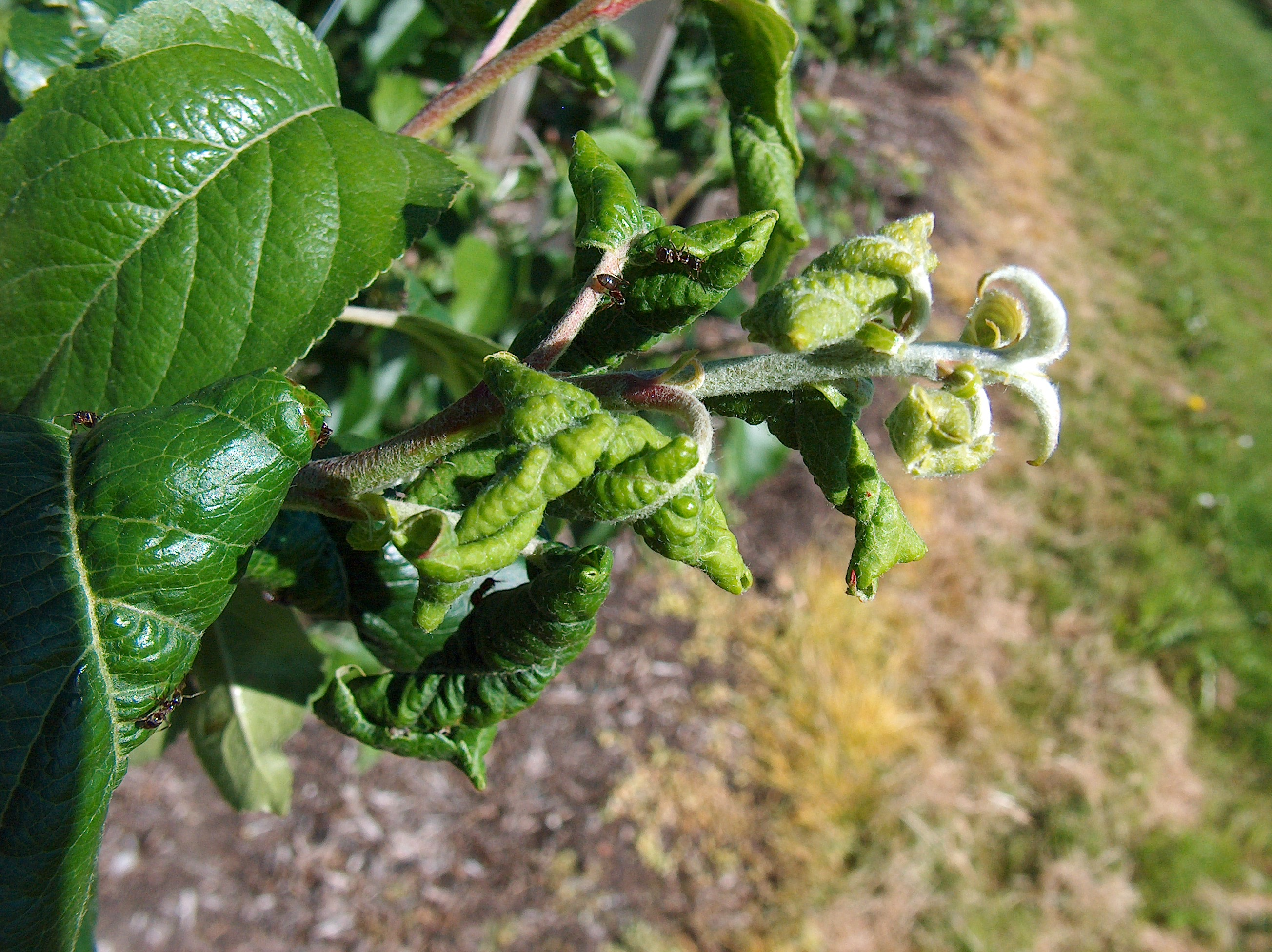

Mšice jitrocelová (Dysaphis plantaginea) je mšice poškozující listy dřevin sáním. Mšice jitrocelová je řazena do čeledě mšicovití (Aphididae), řádu polokřídlí (Hemiptera).

## EPPO kód
DYSAPL

## Výskyt
Evropa a Severní Amerika

## Popis
Dospělci jsou tmavší barvy, modro-šedě zbarveni (také růžoví až hnědí) a 2-3 mm dlouzí.

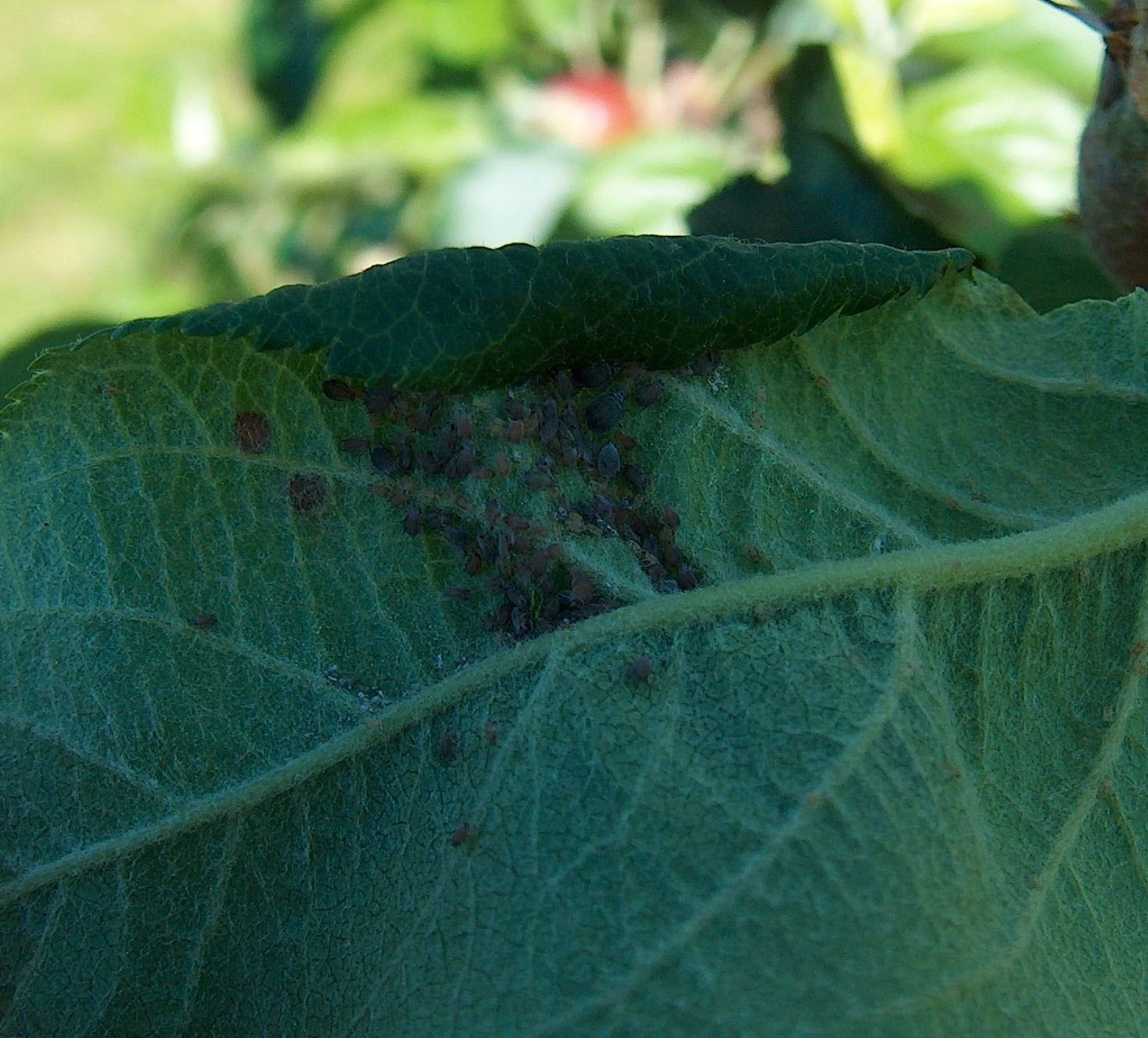

## Hostitel
- jabloň (Malus spp.)
- jitrocel (Plantago spp.)

## Příznaky
Deformace, červené zbarvení, krnění a opad listů.

## Význam
Snižování listové plochy a kvality plodů jabloně (deformace). Oslabení stromů, snížení sklizně. Výhonky se deformují sáním.

## Biologie
Mšice má několika generací na jaře na jabloních, poté v srpnu migruje na sekundárního nebo letního hostitele, což je jitrocel (Plantago spp.). Vrací se na podzim (v září a říjnu) na jabloně. Přezimují černá vajíčka.

## Ekologie
Lesy, parky, zahrady.

### Chemická ochrana
RELDAN 22